# Hōchū Ōtsuka
Hōchū Ōtsuka (jap. 大塚 芳忠 Ōtsuka Hōchū), właściwie Yoshitada Ōtsuka (ur. 19 maja 1954 w prefekturze Okayama) – japoński aktor i seiyū.
Obdarzony charakterystycznym głosem, Ōtsuka jest znany głównie z podkładania głosu pod postacie komiczne, jednak występuje też w nieco poważniejszych rolach. W japońskim dubbingu podkładał głos między innymi pod postacie grane przez Gary’ego Oldmana, Jeffa Goldbluma i Jean-Claude’a Van Damme’a.

## Życie prywatne
Hōchū Ōtsuka był żonaty z aktorką głosową Kazuko Yanagą do jej śmierci w 2014 roku.

## Wybrane role
- Ranma ½: Gindo
- Kikō Senki Dragonar: Tapp Oseano
- Heavy Metal L-Gaim: Kyao Mirao (debiut)
- Pokémon: Kyō
- Naruto: Jiraiya
- Full Metal Panic!: Gates
- Kidō Senshi Zeta Gundam: Yazan Gable
- Kidō Senshi Gundam ZZ: Yazan Gable
- Slam Dunk: Akira Sendō
- Kidō Butōden G Gundam: Chibodee Crocket
- Gekisō Sentai Carranger: Signalman
- Kamen Rider Den-O: Deneb
- Doki Doki! Pretty Cure: King Jikochu
- Ajin: Satō
- Golden Kamuy: Tsurumi
- Ergo Proxy: Proxy One
- Miecz zabójcy demonów – Kimetsu no Yaiba: Sakonji Urokodaki